# Eta d'Aquari
Eta d'Aquari (η Aquarii) és una estrella de la constel·lació d'Aquari.
Eta d'Aquari és una subgegant blanca-blava del tipus B amb una magnitud aparent de +4,04. Està aproximadament a 184 anys llum de la Terra.